# Benjamin Boulenger
Benjamin Boulenger (Maubeuge, 1º marzo 1990) è un calciatore francese, difensore svincolato.

## Carriera
Ha giocato nella massima serie dei campionati francese e belga.